# Josef Eberz
Josef Eberz, né le 3 juin 1880 à Limbourg-sur-la-Lahn et mort à Munich le 27 août 1942, est un peintre, illustrateur et aquafortiste allemand.

## Biographie
Élève de Franz von Stuck et Peter Halm à l'Académie des beaux-arts de Munich puis de l'Académie des beaux-arts de Düsseldorf (1904) et de Karlsruhe, il travaille dès 1905 à la Kunstakademie Stuttgart (de) avec Christian Landenberger puis auprès de Adolf Hölzel (1907-1912).
Il prend part en juin-juillet 1929 à l'Exposition des peintres-graveurs allemands contemporains organisée à Paris à la Bibliothèque nationale où il présente les eaux-fortes La Vallée, Cimetière Saint-Pierre à Salzbourg et Chapelle du cloître.

## Galerie

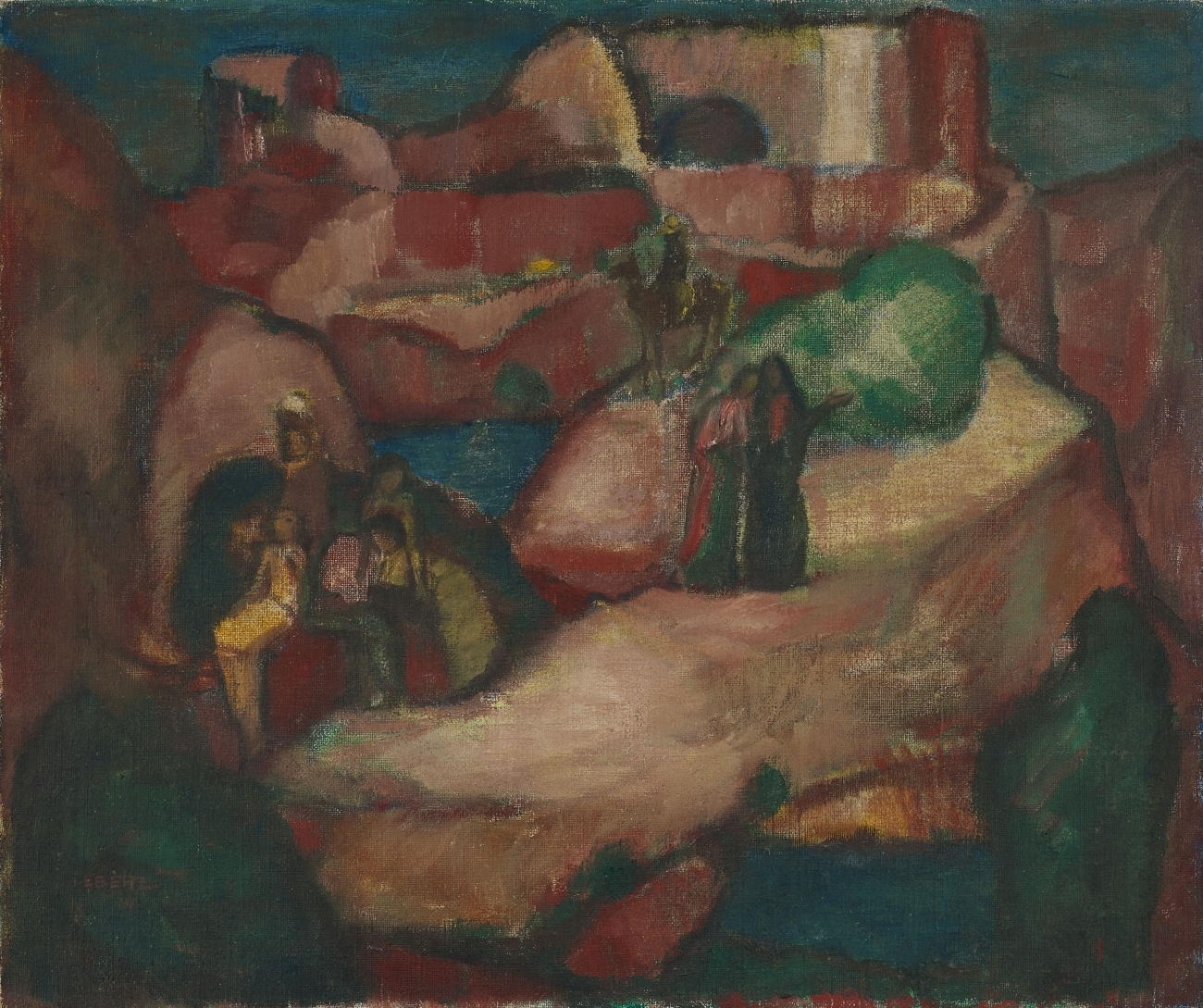
Biblische Landschaft, 1914.
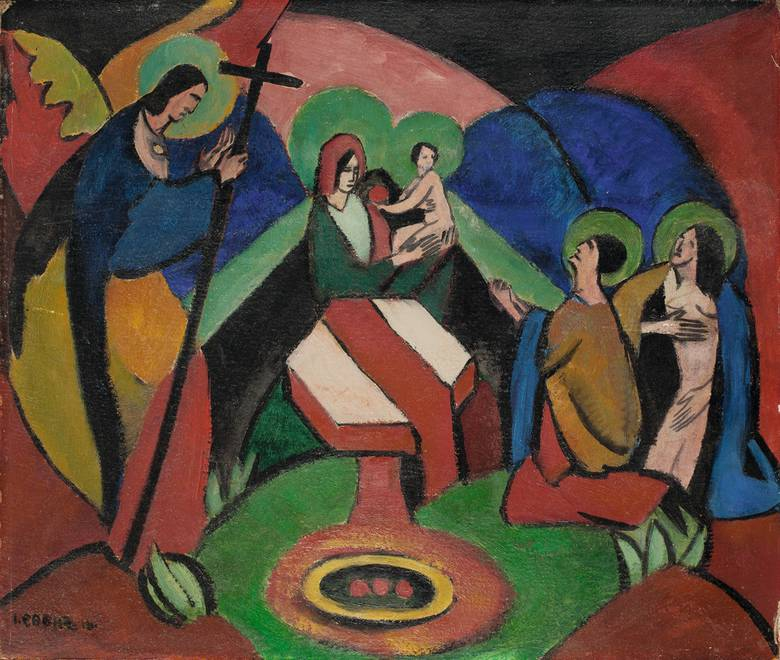
Verehrung, 1916.
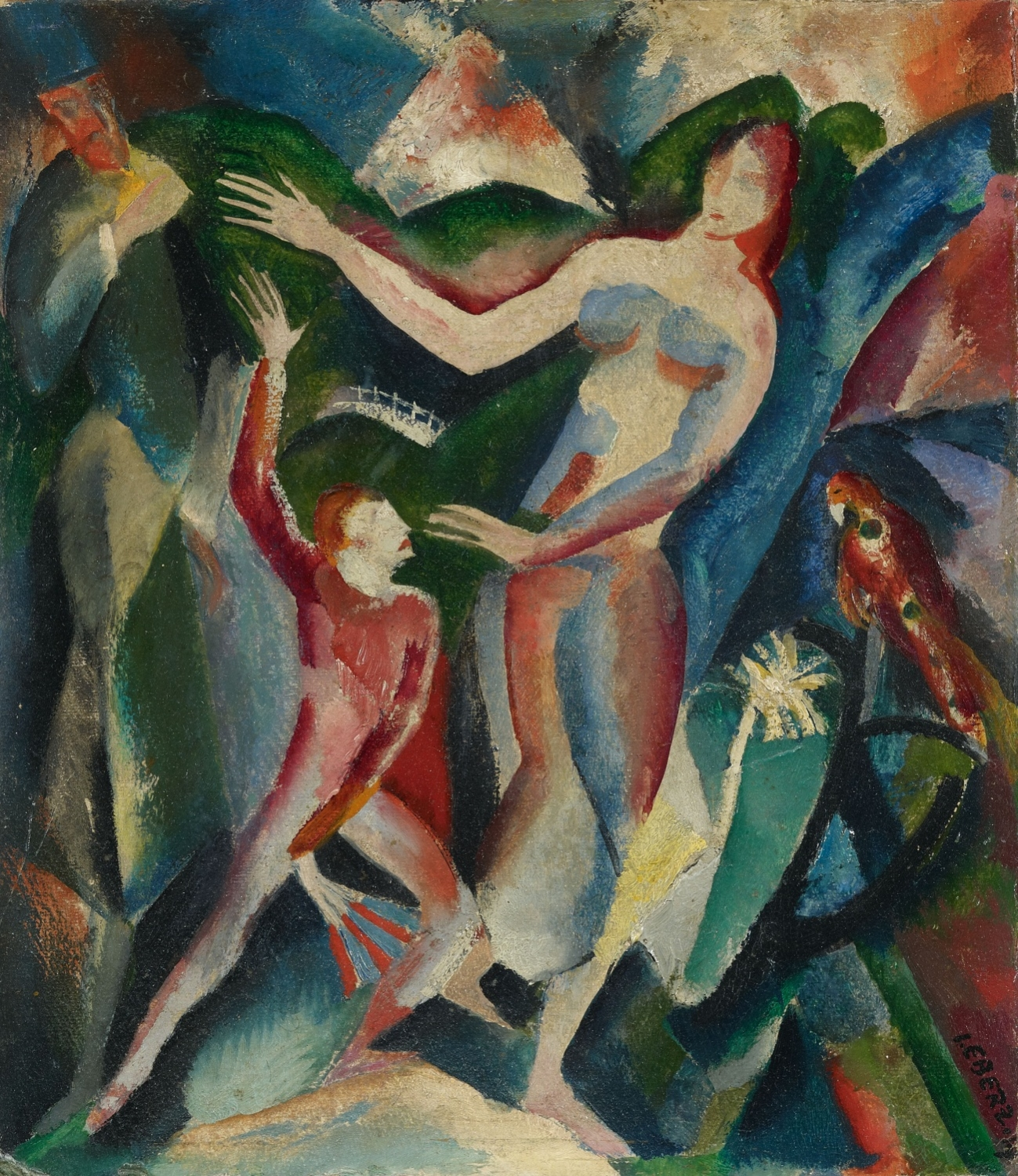
Der exotische Tanz, 1917.
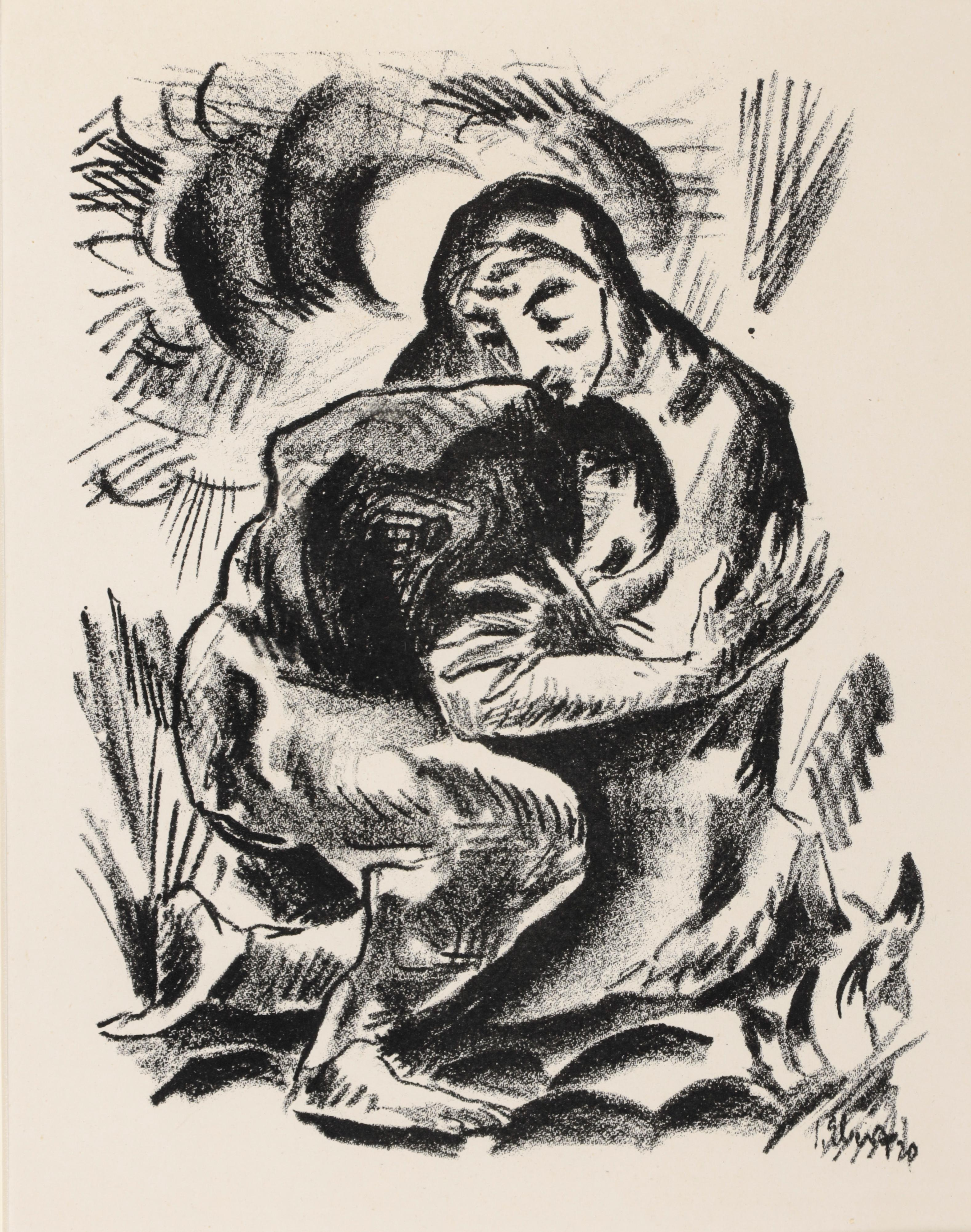
Versöhnend, lithographie, 1920.